# 11455 Richardstarr
11455 Richardstarr este o planetă minoră (asteroid), cu un diametru de 5,132 km, din centura de asteroizi. A fost descoperită pe 2 martie 1981 la Observatorul Siding Spring de Schelte J. Bus. 
Obiectul prezintă o orbită caracterizată de o semiaxă mare de 3,0613513 UAi, o excentricitate de 0,04, o înclinație de 9,90651 ° în raport cu ecliptica.